# Ruch Porozumienia Polskich Socjalistów
Ruch Porozumienia Polskich Socjalistów (RPPS) – grupa osób o antykomunistycznych socjalistycznych przekonaniach działających w Krakowie na przełomie lat 70. i 80. XX wieku.
Ruch Porozumienia Polskich Socjalistów został założony 25 lipca 1979 przez uczestników ROPCiO z Krakowa. Byli to: Krzysztof Bzdyl, Krzysztof Gąsiorowski, Stanisław Janik-Palczewski, Romana Kahl-Stachniewicz, Mieczysław Majdzik i Stanisław Tor. RPPS miał być zalążkiem odrodzonej Polskiej Partii Socjalistycznej. Inicjatorem RPPS oraz autorem jej dokumentów programowych był Krzysztof Gąsiorowski. Wszyscy założyciele, jako grupa skonfederowana, 1 września 1979 weszli w skład Konfederacji Polski Niepodległej i prowadzili aktywną działalność w ramach tej partii politycznej. Pod szyldem RPPS wymienione wyżej osoby wydały jedynie kilka oświadczeń. W okresie zawieszenia działalności II Obszaru KPN, tj. od listopada 1980 do lipca 1981 (z uwagi na represje wobec działaczy KPN ze strony władz) "Opinia Krakowska" była wydawana jako pismo RPPS.